# Renealmia pluriplicata
Renealmia pluriplicata är en enhjärtbladig växtart som beskrevs av Paulus Johannes Maria Maas. Renealmia pluriplicata ingår i släktet Renealmia och familjen Zingiberaceae. Inga underarter finns listade i Catalogue of Life.